# Relativitet (M.C. Escher)
Relativitet (nederländsk titel: Relativiteit) är en litografi av den nederländske konstnären M.C. Escher. Den trycktes för första gången i december 1953 och har blivit ett av hans mest kända verk. Dess mått är 27,7 × 29,2 centimeter.
Motivet för litografin är en inomhusmiljö med trappor, dörrar och valv, där gravitationslagar och känslan för upp och ner är satta ur spel. Sexton ansiktslösa figurer ses arbeta, vila och roa sig, alla i samma fysiska rum men under inverkan av en av tre sinsemellan ortogonala gravitationskällor. Denna paradox blir tydlig bland annat där två figurer går bredvid varandra i en trappa, i 90 graders vinkel mot varandra.